# John Lesher
John Lesher (Pittsburgh, 12 de maio de 1966) é um produtor de cinema estadunidense. Venceu o Oscar de melhor roteiro original na edição de 2015 pela realização da obra Birdman or (The Unexpected Virtue of Ignorance), ao lado de Alejandro G. Iñárritu e James W. Skotchdopole.

## Filmografia
- End of Watch (2012)
- Blood Ties (2013)
- Fury (2014)
- Birdman or (The Unexpected Virtue of Ignorance) (2014)
- Black Mass (2015)

## Prêmios e indicações
- Venceu: Oscar de melhor filme - Birdman or (The Unexpected Virtue of Ignorance) (2014)